# Serlegpáfrány

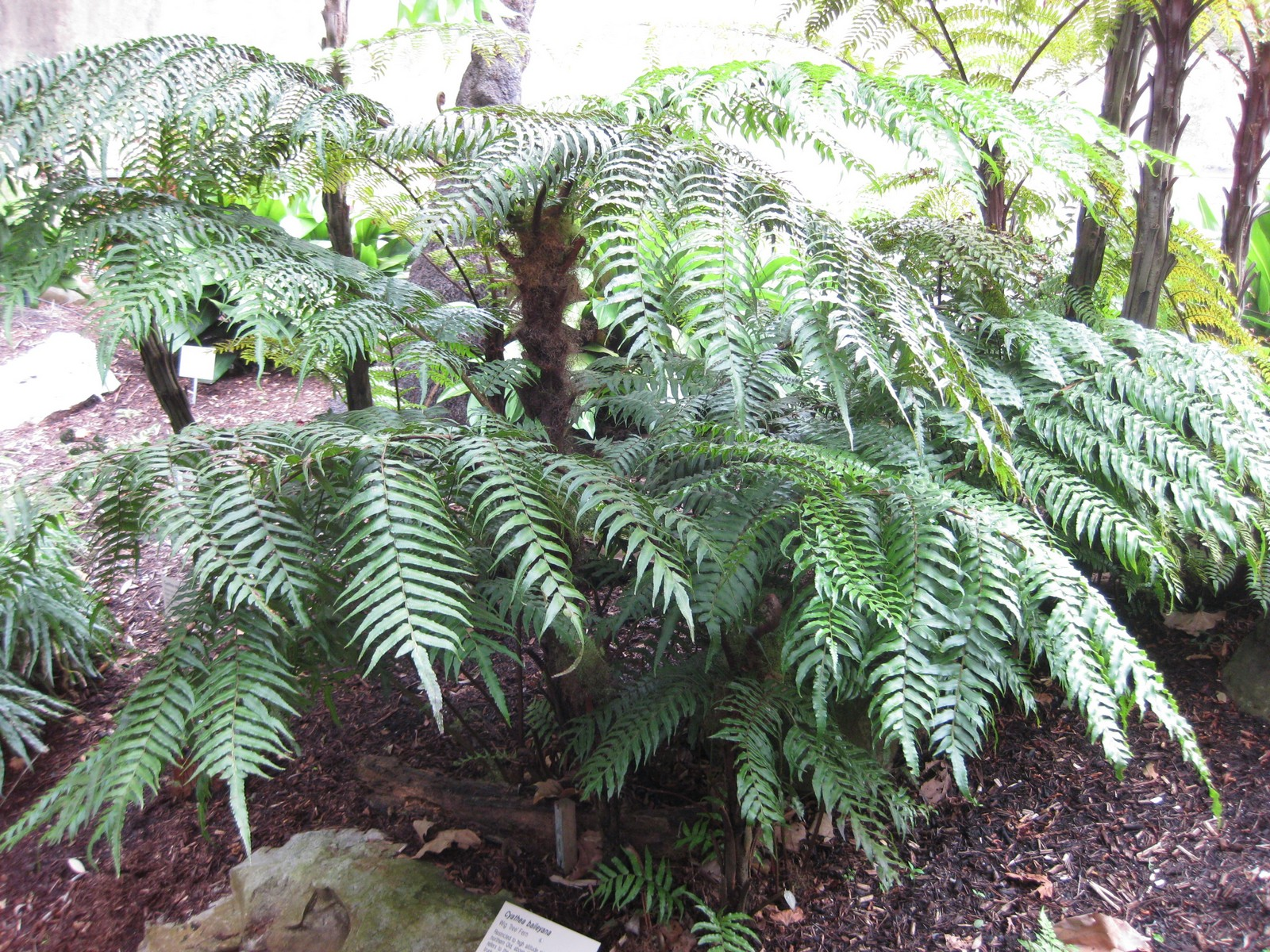
Cyathea baileyana

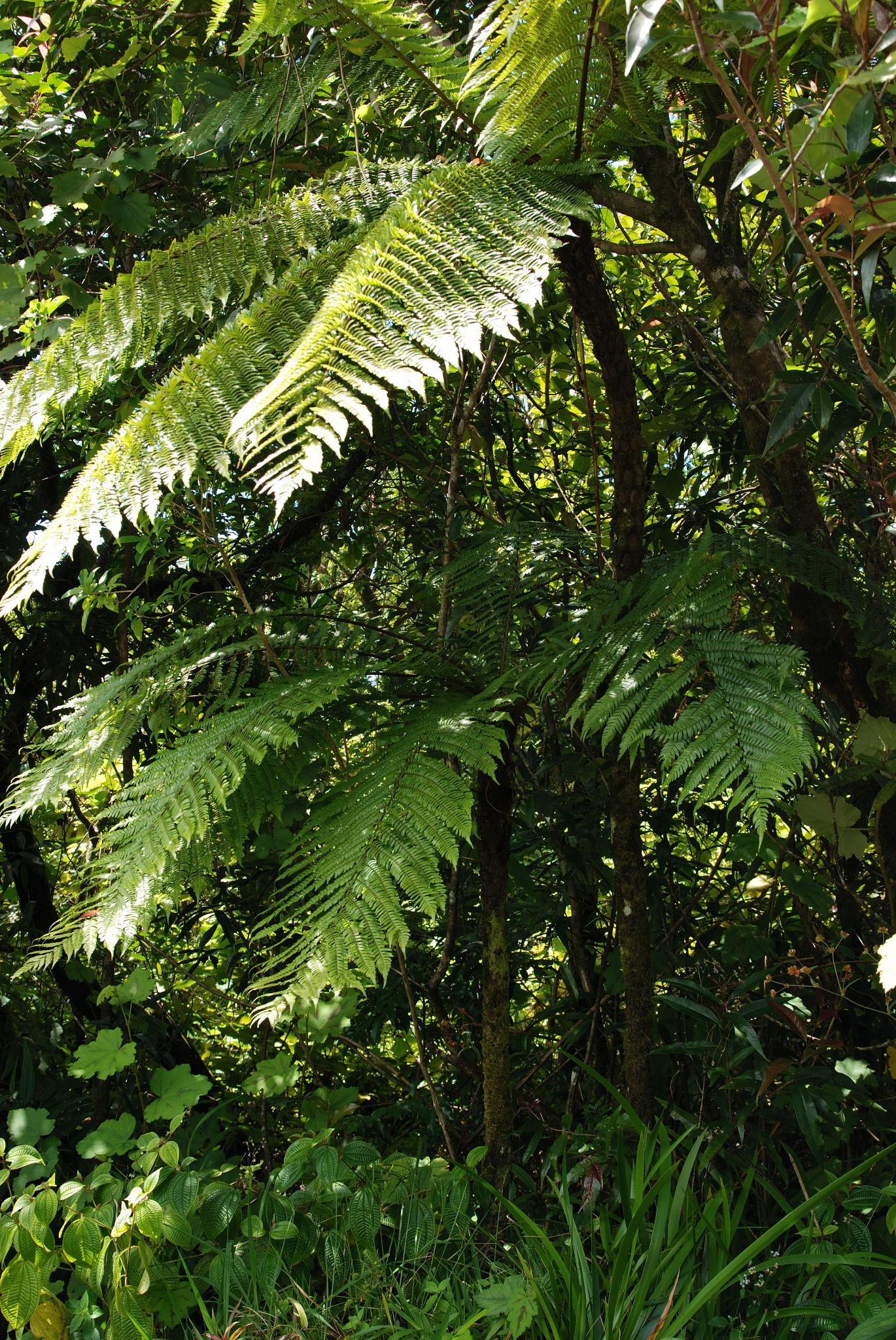
Cyathea borbonica

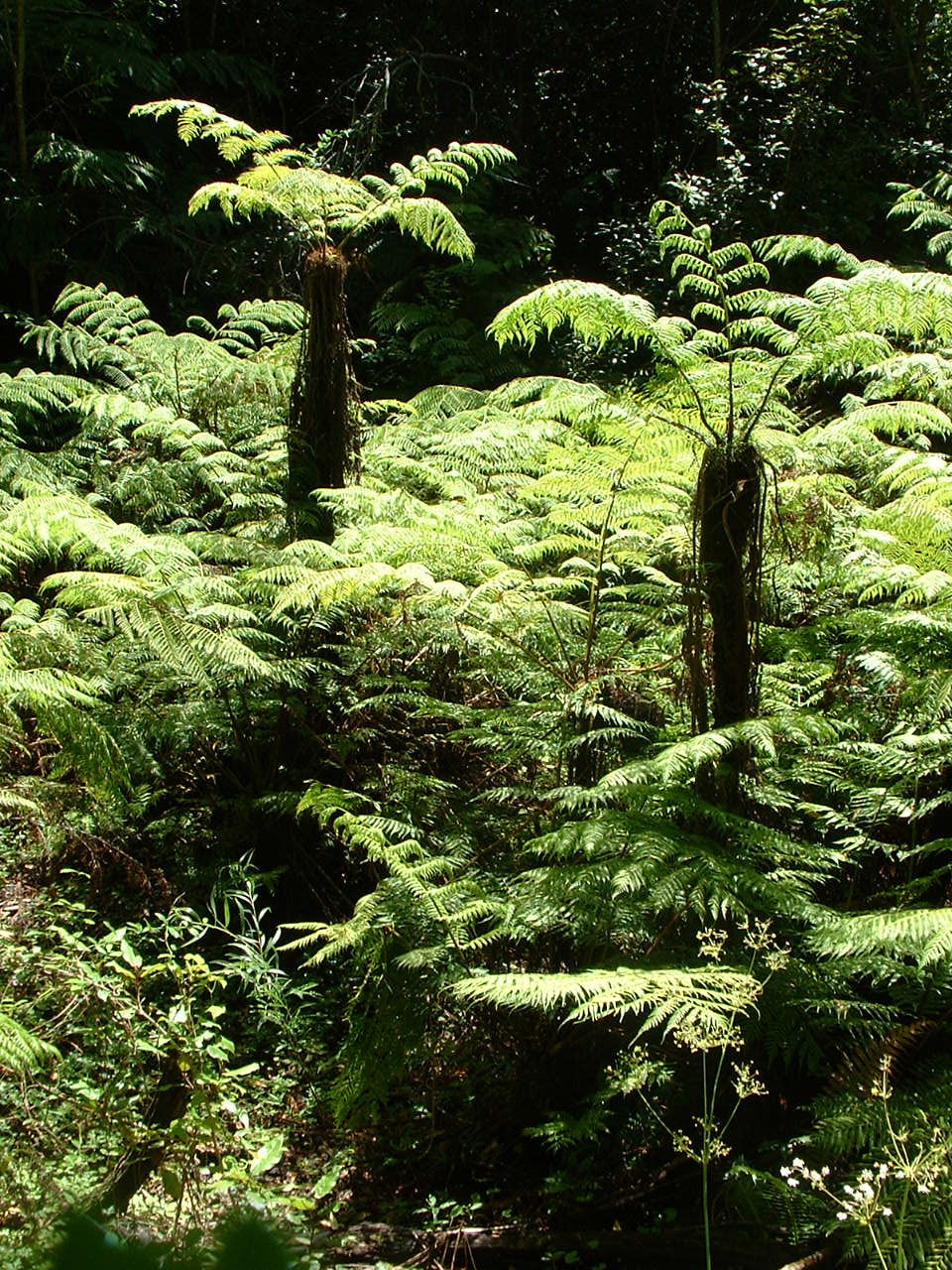
Cyathea capensis

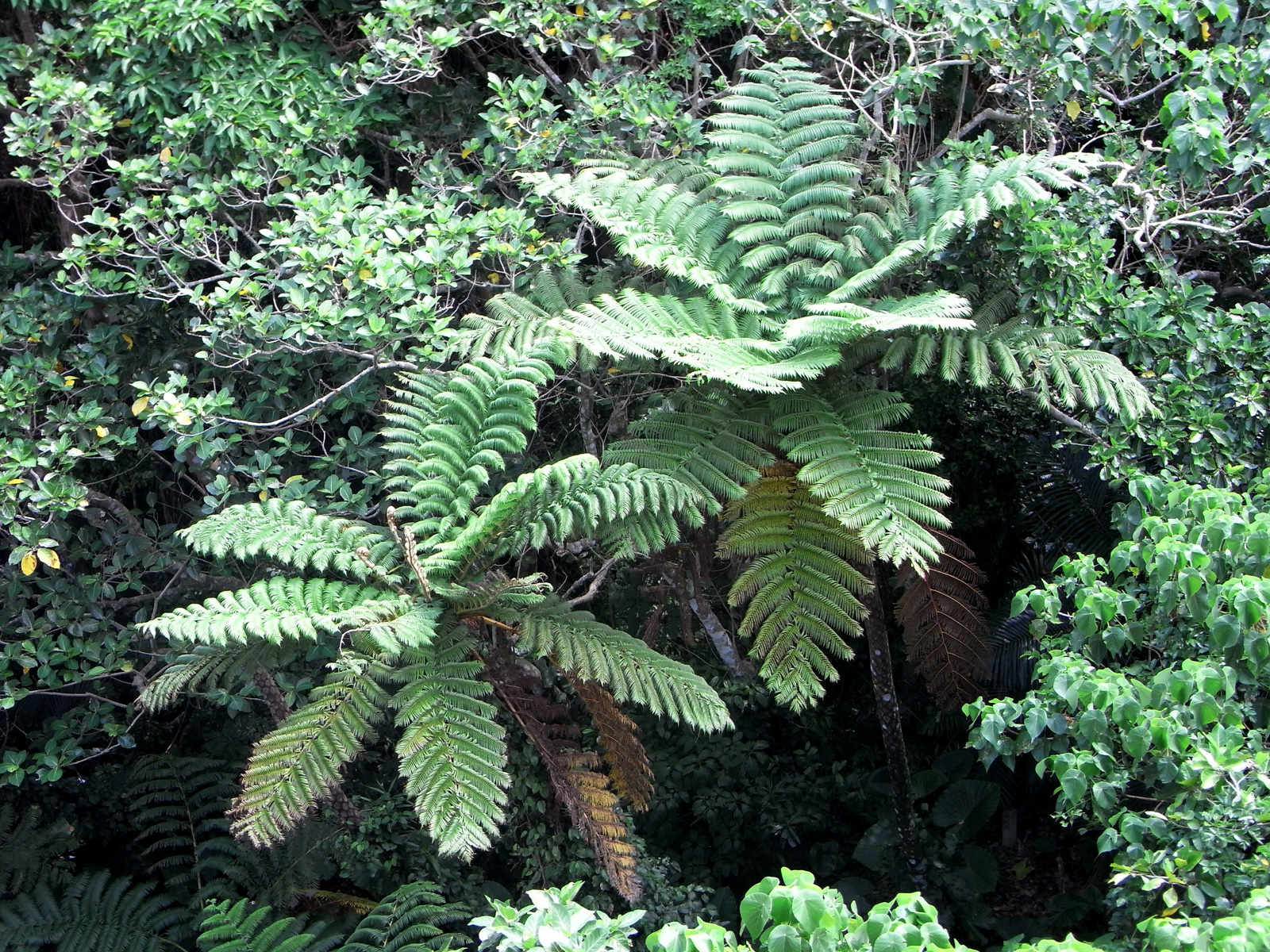
Cyathea lepifera

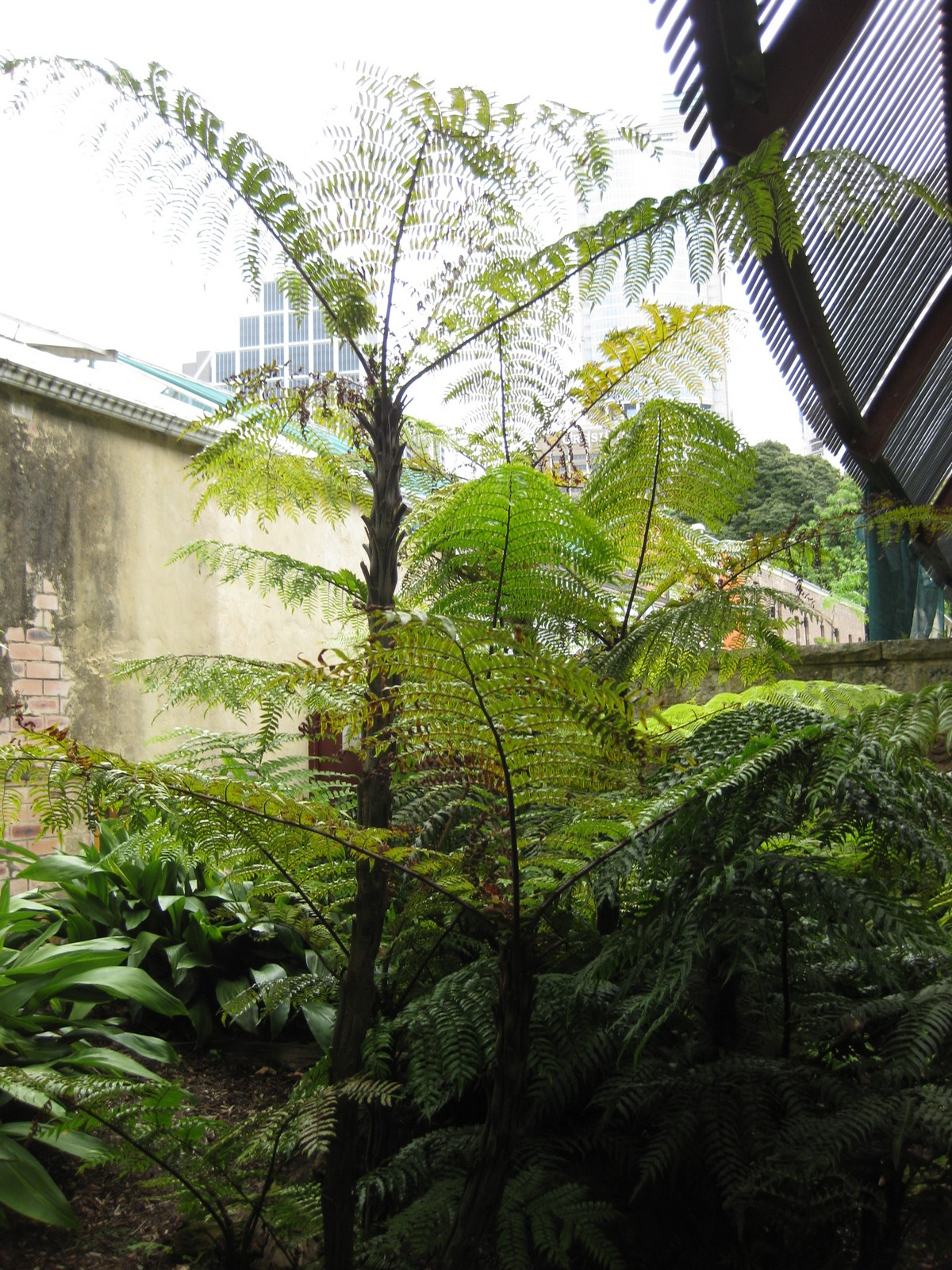
Cyathea rebeccae

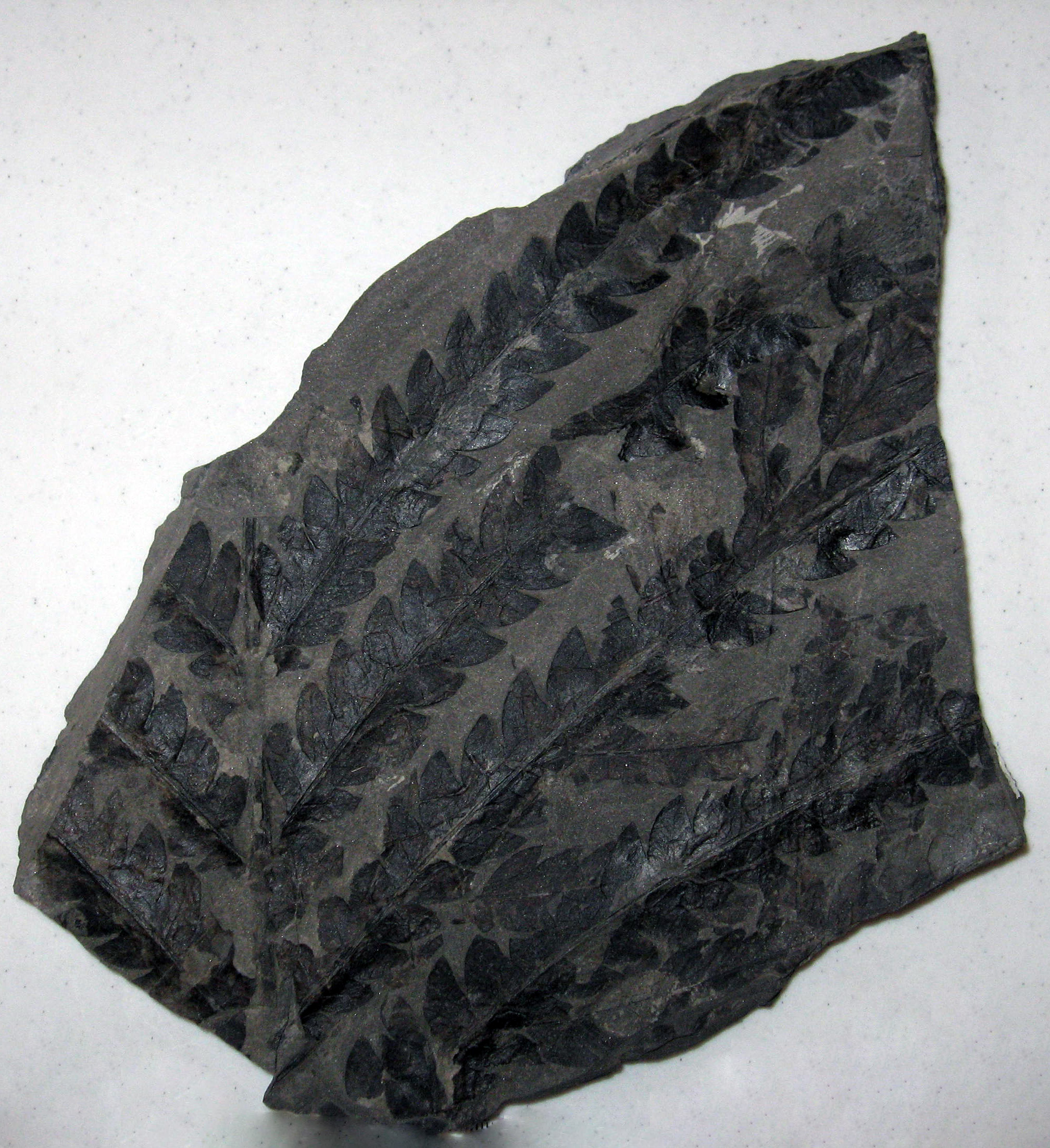
Cyathea pinnata (ez utóbbi, csak fosszilis állapotban)

A serlegpáfrány (Cyathea) a valódi páfrányok (Pteridopsida) osztályában nemcsak  serlegpáfrányfélék (Cyatheaceae) családjának, de egyúttal a páfrányfák (Cyatheales) rendjének is névadó nemzetsége, egymáshoz sokszor nagyon hasonló és összetéveszthető fajjal.

## Megjelenésük
A fiatal szóruszokat körülbelül a fajok felénél úgynevezett fátyolka takarja, másokról, például az ausztrál serlegpáfrányról (Cyathea australis) ez hiányzik. Korábban e fajokat Alsophilla néven elkülönítették, ez azonban nem természetes rokonsági kör.
A levélnyelekből álló, pálmaszerű szárak nem fásodnak el, hanem csövesek maradnak, csak a környező, hasonló levélnyelek és a léggyökerek tartják meg őket.

## Életmódjuk
Sok faj előfordulási területe nagyon kicsi; legtöbbjüké a déli félteke hegyi erdőségeiben (főleg az eső-, illetve köderdőkben) található. A legjobban akkor nőnek, ha az éghajlat nedves, a hőmérséklet kevéssé ingadozik. A fagyot rosszul vagy egyáltalán nem tűrik.

## Rendszerezés
A nemzetséget az alábbi 3 alnemzetségre osztják:
- Cyathea
- Hymenophyllopsis
- Sphaeropteris

Ebbe a nemzetségbe 286 élő faj és hibrid, valamint 5 fosszilis faj tartozik:
- Cyathea acrostichoides (Alderw.) Domin
- Cyathea acutidens (H. Christ) Domin
- Cyathea acutula (R.M. Tryon) Janssen & Rakotondr.
- Cyathea aeneifolia (Alderw.) Domin
- Cyathea affinis (G. Forst.) Sw.
- Cyathea alata (E. Fourn.) Copel.
- Cyathea allocota (Alderw.) Domin
- Cyathea alsophila (Link) Domin
- Cyathea alsophiliformis (Alderw.) Domin
- Cyathea alticola (Tardieu) Tindale
- Cyathea alutacea (Kunze) Domin
- Cyathea amaiambitensis (Alderw.) Domin
- Cyathea amazonica (Linden) Domin
- Cyathea amboinensis (Alderw.) Merr.
- Cyathea andina (H. Karst.) Domin
- Cyathea andohahelensis (Tardieu) Tindale
- Cyathea angiensis (A. Gepp) Domin
- Cyathea annae (Alderw.) Domin
- Cyathea apiculata (Rosenst.) Domin
- Cyathea appendiculata Baker
- Cyathea approximata Bonap.
- Cyathea assurgens R.M. Tryon
- Cyathea atahuallpa (R.M. Tryon) Lellinger
- Cyathea aterrima (Hook.) Domin
- Cyathea atrovirens (Langsd. & Fisch.) Domin
- Cyathea auriculata Tardieu
- ausztrál serlegpáfrány (Cyathea australis) Domin
- Cyathea austrosinica H. Christ
- Cyathea aquilina (H. Christ) Domin
- Cyathea axillaris (Fée) Lellinger
- Cyathea baileyana (Domin) Domin
- Cyathea barisanica (Alderw.) Domin
- Cyathea barringtonii A.R. Sm. ex Lellinger
- Cyathea batjanensis (H. Christ) Copel.
- Cyathea benculensis (Alderw.) Alderw.
- Cyathea bicrenata Liebm.
- Cyathea bipinnata (R.M. Tryon) R.C. Moran
- Cyathea bipinnatifida (Baker) Domin
- Cyathea boivinii Mett. ex Kuhn
- Cyathea borbonica Desv.
- Cyathea bradei (P.G. Windisch) Lellinger
- Cyathea brevifoliolata (Alderw.) Alderw.
- Cyathea brunnea (Brause) Domin
- Cyathea brunnescens (Barrington) R.C. Moran
- Cyathea brunonis (J. Sm. ex Hook.) Hook.
- Cyathea bryophila (R.M. Tryon) Proctor
- Cyathea bullata (Baker) Rakotondr.
- Cyathea burbidgei (Baker) Copel.
- Cyathea buruensis (Rosenst.) Domin
- Cyathea calocoma (H. Christ) Copel.
- Cyathea calolepis (Hook.) Domin
- Cyathea camerooniana Hook.
- Cyathea capensis Sm.
- Cyathea caracasana (Klotzsch) Domin
- Cyathea caudata (Hook.) Copel.
- Cyathea caudiculata (Rosenst.) Domin
- Cyathea caudipinnula (Alderw.) Domin
- Cyathea chinensis Copel.
- Cyathea clementis (Copel.) Copel.
- Cyathea colensoi (Hook. f.) Domin
- Cyathea concava Bonap.
- Cyathea concordia B. León & R.C. Moran
- Cyathea confluens (Alderw.) Domin
- Cyathea conformis (R.M. Tryon) Stolze
- Cyathea conjugata (Spruce ex Hook.) Domin
- Cyathea consimilis (Stolze) Lehnert
- Cyathea contaminans (Wall. ex Hook.) Copel.
- Cooper-serlegpáfrány (Cyathea cooperi) (F. Muell.) Domin
- Cyathea corallifera Sodiro
- Cyathea corcovadensis (Raddi) Domin
- Cyathea costaricensis (Mett. ex Kuhn) Domin
- Cyathea costularis Bonap.
- Cyathea coursii (Tardieu) Rakotondr.
- Cyathea cyatheoides (Desv.) K.U. Kramer
- Cyathea cyclodium (R.M. Tryon) Lellinger
- Cyathea cyclodonta (H. Christ) Alderw.
- Cyathea darienensis R.C. Moran
- Cyathea decomposita (Karsten) Domin
- Cyathea decorata (Maxon) R.M. Tryon
- Cyathea decrescens Mett.
- Cyathea decurrens (Hook.) Copel.
- Cyathea delgadii Sternb.
- Cyathea demissa (C.V. Morton) A.R. Sm. ex Lellinger
- Cyathea dichromatolepis (Fée) Domin
- Cyathea dimorpha (H. Christ) Copel.
- Cyathea dissimilis (C.V. Morton) Stolze
- Cyathea dissitifolia (Baker) Domin
- Cyathea divergens Kunze
- Cyathea dombeyi (Desv.) Lellinger
- Cyathea dregei Kunze
- Cyathea dudleyi R.M. Tryon
- Cyathea ebenina H. Karst.
- Cyathea elmeri (Copel.) Copel.
- Cyathea falcata (Kuhn) Domin
- Cyathea fallax (Alderw.) Domin
- Cyathea fenicis Copel.
- Cyathea frigida (H. Karst.) Domin
- Cyathea fuliginosa (H. Christ) Copel.
- Cyathea fulva (M. Martens & Galeotti) Fée
- Cyathea gibbosa (Klotzsch) Domin
- Cyathea gigantea (Wall. ex Hook.) Holttum
- Cyathea glabra (Blume) Copel.
- Cyathea glabrescens (Alderw.) Domin
- Cyathea glaucophylla (Alderw.) Domin
- Cyathea godmanii (Hook.) Domin
- Cyathea gracilis Griseb.
- Cyathea gregaria (Brause) Domin
- Cyathea hainanensis Ching in Ching & C. H. Wang
- Cyathea hancockii Copel.
- Cyathea haughtii (Maxon) R.M. Tryon
- Cyathea heliophila R.M. Tryon
- Cyathea hemiepiphytica R.C. Moran
- Cyathea heteromorpha (Alderw.) Domin
- Cyathea heterophylla (Alderw.) Domin
- Cyathea hirsuta C. Presl
- Cyathea holdridgeana Nisman & L.D. Gómez
- Cyathea horridipes (Alderw.) Domin
- Cyathea humbertiana (C. Chr.) Domin
- Cyathea impar R.M. Tryon
- Cyathea indrapurae (Alderw.) Alderw.
- Cyathea intermedia (Mett.) Copel.
- Cyathea intramarginalis (P.G. Windisch) Lellinger
- Cyathea ivohibensis (C. Chr.) Janssen & Rakotondr.
- Cyathea janseniana (Alderw.) Domin
- Cyathea junghuhniana (Kunze) Copel.
- Cyathea kalbreyeri (Baker) Domin
- Cyathea kenepaiana (Alderw.) Domin
- Cyathea lasiosora Domin
- Cyathea lastreoides (Alderw.) Domin
- Cyathea latebrosa (Wall. ex Hook.) Copel.
- Cyathea latevagans (Baker) Domin
- Cyathea lechleri Mett.
- Cyathea lepidoclada (H. Christ) Domin
- Cyathea lepifera (J. Sm. ex Hook.) Copel.
- Cyathea leptochlamys Baker
- Cyathea leptolepia (Alderw.) Domin
- Cyathea leucolepismata Alston
- Cyathea × lewisii (C.V. Morton & Proctor) Proctor
- Cyathea liesneri A.R. Sm.
- Cyathea ligulata Baker
- Cyathea lindigii (Baker) Domin
- Cyathea lockwoodiana (P.G. Windisch) Lellinger
- Cyathea loheri H. Christ
- Cyathea longipinnata Bonap.
- Cyathea lunulata (G. Forst.) Copel.
- Cyathea lurida (Blume) Copel.
- Cyathea macgillivrayi (Baker) Domin
- Cyathea macrocarpa (C. Presl) Domin
- Cyathea macrosora (Baker ex Thurn) Domin
- Cyathea madagascarica Bonap.
- Cyathea manilensis (C. Presl) Domin
- Cyathea manniana Hook.
- Cyathea marattioides Willd.
- Cyathea margarethae (H.E. Schroet. ex H. Christ) Copel.
- Cyathea marginalis (Klotzsch) Domin
- Cyathea marginata (Brause) Domin
- Cyathea melanocaula Desv.
- Cyathea melleri (Baker) Domin
- Cyathea merapiensis (Alderw.) Domin
- Cyathea mertensiana (Kunze) Copel.
- Cyathea metteniana (Hance) C. Chr. & Tardieu
- Cyathea microdonta (Desv.) Domin
- Cyathea mildbraedii (Brause) Domin
- Cyathea modesta (Baker) Copel.
- Cyathea mucilagina R.C. Moran
- Cyathea multiflora Sm.
- Cyathea myosuroides (Liebm.) Domin
- Cyathea nanna (Barrington) Lellinger
- Cyathea naumannii (Kuhn) Domin
- Cyathea neblinae A.R. Sm.
- Cyathea nesiotica (Maxon) Domin
- Cyathea nigrescens (Hook.) J. Sm.
- Cyathea nigripes (C. Chr.) Domin
- Cyathea nodulifera R.C. Moran
- Cyathea notabilis Domin
- Cyathea obscura (Scort. ex Bedd.) Copel.
- Cyathea okiana (Alderw.) Alderw.
- Cyathea olivacea (Brause) Domin
- Cyathea orientalis (Kunze) Moore
- Cyathea orthogonalis Bonap.
- Cyathea palaciosii R.C. Moran
- Cyathea palembanica (Alderw.) Alderw.
- Cyathea pallescens (Sodiro) Domin
- Cyathea paraphysophora (Alderw.) Domin
- Cyathea parianensis (P.G. Windisch) Lellinger
- Cyathea parvifolia Sodiro
- Cyathea parvula (Jenman) Domin
- Cyathea pauciflora (Kuhn) Lellinger
- Cyathea peladensis (Hieron.) Domin
- Cyathea perpunctulata (Alderw.) Domin
- Cyathea perrieriana C. Chr.
- Cyathea persquamulata (Alderw.) Domin
- Cyathea persquamulifera (Alderw.) Domin
- Cyathea petiolata (Hook.) R.M. Tryon
- Cyathea phalaenolepis (C. Chr.) Domin
- Cyathea phalerata Mart.
- Cyathea pilosissima (Baker) Domin
- Cyathea pinnula (H. Christ) Domin
- Cyathea platylepis (Hook.) Domin
- Cyathea podophylla (Hook.) Copel.
- Cyathea poeppigii (Hook.) Domin
- Cyathea poolii (C. Chr.) Domin
- Cyathea povedae A. Rojas
- Cyathea praeceps A.R. Sm.
- Cyathea pseudogigantea Ching & S.H. Wu
- Cyathea pseudonanna (L.D. Gómez) Lellinger
- Cyathea punctulata (Alderw.) Alderw.
- Cyathea pungens (Willd.) Domin
- Cyathea pustulosa (H. Christ) Copel.
- Cyathea rebeccae (F. Muell.) Domin
- Cyathea recurvata (Brause) Domin
- Cyathea reducta (Alderw.) Domin
- Cyathea reginae (P.G. Windisch) A.R. Sm.
- Cyathea remotifolia Bonap.
- Cyathea retanae A. Rojas
- Cyathea ridleyi (Baker) Copel.
- Cyathea robertsiana (F. Muell.) Domin
- Cyathea rubiginosa (Brause) Domin
- Cyathea rudimentaris (Alderw.) Domin
- Cyathea rufa (Fée) Lellinger
- Cyathea ruiziana Klotzsch
- Cyathea rumphiana (Alderw.) Merr.
- Cyathea salticola (Alderw.) Domin
- Cyathea sangirensis (H. Christ) Copel.
- Cyathea saparuensis (Alderw.) Alderw.
- Cyathea scaberula (H. Christ) Domin
- Cyathea scaberulipes (Alderw.) Domin
- Cyathea scandens (Brause) Domin
- Cyathea schiedeana (C. Presl) Domin
- Cyathea schlimii (Kuhn) Domin
- Cyathea senilis (Klotzsch) Domin
- Cyathea serratifolia Baker
- Cyathea × sessilifolia (Jenman) Domin
- Cyathea sherringii (Jenman) Domin
- Cyathea similis C. Chr.
- Cyathea simplex R.M. Tryon
- Cyathea simulans (Baker) Janssen & Rakotondr.
- Cyathea singalanensis (Alderw.) Domin
- Cyathea sipapoensis (R.M. Tryon) Lellinger
- Cyathea speciosa Humb. & Bonpl. ex Willd.
- Cyathea spinifera (Alderw.) Domin
- Cyathea spinulosa Wall. ex Hook.
- Cyathea steyermarkii R.M. Tryon
- Cyathea stolzei A.R. Sm. ex Lellinger
- Cyathea straminea (A. Gepp) Alderw.
- Cyathea subcomosa (C. Chr.) Domin
- Cyathea subconfluens (Alderw.) Domin
- Cyathea subdubia (Alderw.) Domin
- Cyathea subincisa (Kunze) Domin
- Cyathea subobscura (Alderw.) Domin
- Cyathea subulata (Alderw.) Domin
- Cyathea suprastrigosa (H. Christ) Maxon
- Cyathea surinamensis (Miq.) Domin
- Cyathea squamata (Klotzsch) Domin
- Cyathea squamipes H. Karst.
- Cyathea squamulata (Blume) Copel.
- Cyathea squamulosa (I. Losch) R.C. Moran
- Cyathea squarrosa (Rosenst.) Domin
- Cyathea tenera (Hook.) T. Moore
- Cyathea tenggerensis (Rosenst.) Domin
- Cyathea thysanolepis (Barrington) A.R. Sm.
- Cyathea tomentosa (Blume) Zoll. & Moritzi
- Cyathea tonglonensis (Alderw.) Domin
- Cyathea tortuosa R.C. Moran
- Cyathea traillii (Baker) Domin
- Cyathea trichiata (Maxon) Domin
- Cyathea trichodesma (Scort.) Copel.
- Cyathea tryonorum (Riba) Lellinger
- Cyathea tsaratananensis C. Chr.
- Cyathea tsilotsilensis Tardieu
- Cyathea uleana (Samp.) Lehnert
- Cyathea ulei (H. Christ) Domin
- Cyathea ursina (Maxon) Lellinger
- Cyathea valdecrenata Domin
- Cyathea venezuelensis A.R. Sm. ex Lellinger
- Cyathea viguieri Tardieu
- Cyathea villosa Humb. & Bonpl. ex Willd.
- Cyathea vitiensis (Carruth.) Domin
- Cyathea wallacei (Mett.) Copel.
- Cyathea weatherbyana (C.V. Morton) C.V. Morton
- Cyathea wendlandii (Mett. ex Kuhn) Domin
- Cyathea wengiensis (Brause) Domin
- Cyathea werffii R.C. Moran
- Cyathea williamsii (Maxon) Domin
- Cyathea × wilsonii (Hook.) Domin
- Cyathea xantholepis (H. Christ ex Diels) Domin

A taxon több, kihalt faját egyik alnemzetségbe sem sorolták be:
- †Cyathea arborea
- †Cyathea cranhamii
- †Cyathea medullaris
- †Cyathea pinnata

A Cyathea dealbata fajt Alsophila dealbata néven az Alsophila nemzetségbe sorolták át.